# Monitor di sistema

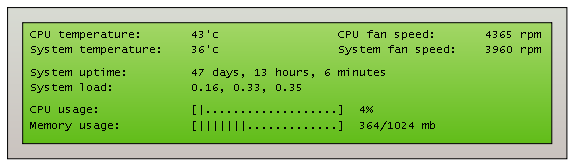
Esempio di monitor di sistema

Un monitor di sistema o system monitor è un sistema hardware o software utilizzato per monitorare le risorse e le prestazioni di un computer.

## Descrizione
I più comuni sono i software, che a volte fanno parte di widget. Questi programmi sono spesso utilizzati per tenere traccia dei cambiamenti che avvengono tra le risorse del sistema, come l'utilizzo della CPU e la sua frequenza, o la quantità di memoria RAM ancora libera. Vengono anche utilizzati per mostrare informazioni quali lo spazio libero su uno o più hard disk, la temperatura della CPU o di altri componenti, l'indirizzo IP del sistema e altre caratteristiche del network della macchina in uso, quali la quantità di banda attiva per upload e download. Altre possibili funzioni possono essere visualizzare la data e l'orario attuale, il tempo di uptime del sistema, il nome del computer, l'username, la velocità delle ventole e il voltaggio assorbito per alimentare la macchina.
Meno comuni sono sistemi hardware per il monitoraggio di queste informazioni. In genere le loro interfacce sono direttamente connesse con il resto dell'hardware del computer oppure collegate ad un software via USB per raccogliere i dati. Attraverso questi metodi un hardware di system monitor può mostrare i risultati su un piccolo pannello LCD, o su un analogo schermo fatto di LED. Alcuni di questi sistemi hardware rendono disponibile anche il diretto controllo della velocità delle ventole, permettendo all'utente di personalizzare il raffreddamento del sistema.

## Software
- AIDA64
- CPU-Z
- Conky
- GKrellM
- GPU-Z
- htop
- Nagios
- Munin
- SpeedFan
- top
- Windows Sidebar, Monitor di sistema (software) e Windows Task Manager
- Monitoraggio Attività su macOS
- Process Explorer
- TreeSize